# Sensília

Cutícula dels artròpodes, en la qual s'observa una sensília (8-11); 8 i 9: cèl·lules associades; 10: terminació nerviosa; 11: element cuticular.

Les sensílies (en llatí i anglès: sensillum en plural sensilla o sensillae) les unitats funcionals dels òrgans sensorials dels artròpodes; tenen origen ectodèrmic i normalment tenen forma d'espina, placa, vareta, con, o clavilla; es compon d'una o unes poques cèl·lules amb una connexió nerviosa. Els òrgans sensorials dels artròpodes estan molt desenvolupats i diversificats, i han contribuït decisivament en el seu èxit  evolutiu.

## Estructura
Les sensílies constitueixen la base estructural de tots els òrgans sensorials dels artròpodes i consten dels següents elements:
- Neurones.  Cèl·lules sensorials amb les terminacions  dendrítiques situades a la sensília i el seu axó connectat a una neurona d'associació que al seu torn connecta amb una neurona motora que innerva l'òrgan efector (múscul o glàndula). Es tracta d'un arc reflex bàsic.
- Element cuticular. Estructura situada sobre la  cutícula. Tenen morfologia i propietats variades.
- Cèl·lules associades. Cèl·lules especialitzades que secreten l'element cuticular o aïllen la cèl·lula sensorial de l'entorn.

Les sensílies poden trobar-se aïllades o agrupades per formar òrgans sensorials més o menys complexos, como ara ulls compostos. Poden captar estímuls del medi (exteroceptors) o interns (propioceptors o interoceptors). Capten estímuls mecànics (mecanoreceptors), químics (quimioreceptors) o radiacions (fotoreceptors).